# The Talos Principle
The Talos Principle ist ein Videospiel, welches von dem kroatischen Entwicklerteam Croteam entwickelt und von Devolver Digital veröffentlicht wurde. Es wurde am 11. Dezember 2014 gleichzeitig für Linux, macOS und Windows veröffentlicht. Für Android wurde es am 28. Mai 2015 veröffentlicht, für die Playstation 4 am 13. Oktober 2015. und für die Nintendo Switch wurde das Spiel am 10. Dezember 2019 veröffentlicht. Es ist ein Rätselspiel mit einer philosophischen Handlung. Der Name „Talos“ stammt von einem mechanischen Riesen aus der griechischen Mythologie, der Europa und Kreta vor Piraten und anderen Eindringlingen schützte.

## Spielprinzip
Der Spieler nimmt die Rolle eines Androiden mit einem scheinbar menschlichen Bewusstsein an und erforscht mehrere Welten, welche zusammen über 120 Rätsel beinhalten. Diese Welten vermischen Natur und Steinruinen aus verschiedenen Zeitepochen (Antike, altes Ägypten, Mittelalter) mit futuristischer Technologie.
Der Spieler muss verschiedene Tetromino-förmige „Siegel“ sammeln, indem er Labyrinthe durchsucht. Diese beinhalten verschiedene Hindernisse, wie etwa computergesteuerte Drohnen, die explodieren, sobald der Spieler ihnen zu nahe kommt, sowie an Wänden montierte Gefechtstürme, welche den Spieler abschießen, wenn er von deren Bewegungssensoren erfasst wird. Stirbt der Spieler auf eine dieser Arten, wird er am Anfang des aktuellen Rätsels wiederbelebt. Drohnen und Gefechtstürme aber auch Kraftfelder, die den Weg des Spielers blockieren, können deaktiviert werden durch Störsender. Mit laufendem Spielfortschritt werden weitere Rätselelemente verfügbar, wie tragbare Lichtstrahl-Refraktoren, Boxen, große Ventilatoren sowie Geräte, mit welchen Aktionen des Spielers aufgezeichnet und wiederholt werden können.
Der Fortschritt des Spielers ist eingeschränkt durch verschiedene Türen oder andere Sicherheitssysteme, welche es erfordern, dass der Spieler zuerst bestimmte Siegel sammelt. Sobald dieser alle benötigten Formen der Siegel zusammen hat, muss er sie in einem weiteren Kachel-Rätsel auf eine gewisse Art anordnen, um die Tür zu öffnen. Neben den normalen Siegeln können, um ein alternatives Ende zu erreichen, auch spezielle Stern-Siegel gefunden werden. Es ist zwar nötig, alle normalen Siegel zu sammeln, um das Spiel durchzuspielen, jedoch müssen die Rätsel nicht linear gelöst, sondern können in beliebiger Reihenfolge bewältigt werden. Zusätzlich kann der Spieler auch sogenannte „Boten“ finden, bei denen es sich um andere künstliche Intelligenzen (ähnlich dem Spieler) handelt, welche einen Tipp für ein Rätsel liefern können.
Zusätzlich zu den bisher beschriebenen Rätselelementen kann der Spieler die Welten frei erforschen und darin Computer finden, welche zusätzliche Handlungselemente verraten sowie weitere Rätsel beinhalten. Außerdem befinden sich in den Welten auch Nachrichten von vorherigen Besuchern in Form von QR-Codes sowie Hologramme mit Audioaufnahmen. Die in Textnachrichten fehlerhaft wirkenden Stellen in Form von Hex-Zahlen können mit einem Hex-to-ASCII-Konvertierer in Wörter umgerechnet werden, um zusätzliche Story-Fragmente zu offenbaren.

## Handlung
Der namenlose Androide-Protagonist erlangt Bewusstsein inmitten von verlassenen alten Steinruinen. Eine Stimme, die sich selbst als Elohim (gesprochen von Christian Jungwirth) bezeichnet, sagt dem Roboter, dass er diese Welt – welche er als „seinen Garten“ bezeichnet – erschaffen hat, die der Protagonist nun als Prüfung erforschen und die verteilten Siegel in den Rätseln finden soll, um letztendlich die Erleuchtung zu erlangen. Während dieser Erforschungen findet der Protagonist einen riesigen Turm. Elohim verbietet ihm, diesen zu besteigen.
Während der Protagonist die Welt erforscht, findet er zahlreiche Nachrichten von anderen Robotern, die vorher durch diese Welt gereist sind, in welcher sie den Garten und Elohim hinterfragen. Der Protagonist entdeckt auch immer wieder diverse Glitches, die vermuten lassen, dass es sich bei dieser Welt um eine virtuelle handelt.
Durch Computerterminals erfährt der Protagonist über das Schicksal der Menschheit: In der Vergangenheit breitete sich ein tödlicher Virus auf der Erde aus. Daher wurde begonnen, das gesamte menschliche Wissen in Datenbanken zu speichern, in der Hoffnung, dass eines Tages außerirdische Besucher dieses Wissen nutzen können. Der Protagonist findet ebenfalls Segmente eines Audiotagebuches einer Ingenieurin namens Alexandra Drennan (gesprochen von Inga Interwies), welche ein Projekt leitete, um eine künstliche Intelligenz zu erzeugen, in der Hoffnung, dass es die letzte große Leistung der Menschheit wäre, eine neue mechanische Spezies zu erzeugen, die dann das Wissen in den Datenbanken nutzen und nach den Menschen weiterleben kann. Über das Audiotagebuch redet Alex direkt mit der künstlichen Intelligenz (dem Protagonisten) und wünscht sich, sie könnte sie treffen, was nicht mehr möglich ist, da das Projekt nicht vor dem Ende der Menschheit fertig werden würde.
Sobald der Protagonist alle Siegel eingesammelt hat, bietet Elohim ihm an, in die Ewigkeit aufzusteigen und so zu diesem zu gelangen. Andererseits besteht für den Spieler auch noch die Möglichkeit, den Turm zu besteigen. Durch das Einsammeln zusätzlicher Stern-Siegel ist es auch möglich, ein weiteres Geheimnis innerhalb des Turms zu entdecken.
Entscheidet sich der Spieler für das Aufsteigen, so findet er sich als neuer Roboter wieder am Beginn des Spieles und ein Text auf dem Bildschirm weist darauf hin, dass der Spieler die „Kindprogramm-Unabhängigkeitsprüfung“ nicht bestanden hat. Falls er alle Stern-Siegel sammelt und das Geheimnis im Turm findet, so wird er zu einem „Boten“, welcher zukünftigen Androiden bei den Rätseln helfen soll.
Wenn er dagegen den Turm besteigt, findet der Spieler heraus, dass diese Welt eine Testumgebung ist, in welcher kontinuierlich neue Variationen der künstlichen Intelligenz erzeugt werden, deren Scharfsinn und Eigenständigkeit geprüft wird (ähnlich wie in evolutionären Algorithmen). Außerdem erfährt der Spieler von Elohim, dass er die letzte Prüfung bestanden hat. Der Protagonist findet in einem Himmels-ähnlichen Ort ein weiteres Computerterminal, über welches er den Prozess des „Transzendierens“ startet. Dabei wird sein Bewusstsein in einen physischen Roboter in der echten Welt hochgeladen und die Simulation wird beendet. Der Roboter verlässt die Anlage und schreitet in die nun von Menschen verlassene Welt.

## Rezeption
The Talos Principle erhielt viele sehr gute Kritiken. GameRankings gab dem Spiel einen Score von 86,76 % (34 reviews), IGN 8.3/10, auf GameStar einen Score von 85/100 und der Metascore beträgt 88/100. Auch diverse Videospielprogrammierer und -designer haben das Spiel positiv kommentiert. So haben sich Markus Persson, der Erschaffer von Minecraft, sowie Alexander Bruce, der Entwickler von Antichamber, positiv über das Spiel geäußert.
The Talos Principle war ein Finalist in den Kategorien „Excellence in Design“ und dem „Seumas McNally Grand Prize“ des Independent Games Festivals 2015 und wurde auch in der Kategorie „Excellence in Narrative“ nominiert. Bei den Preisverleihung der National Academy of Video Game Trade Reviewers erhielt das Spiel 2015 den Preis in der Kategorie „Game, Special Class“.

## Erweiterungen und Fortsetzungen
Am 23. Juli 2015 wurde die Erweiterung „Road to Gehenna“ veröffentlicht, in welcher der Spieler die Rolle eines weiteren Androiden namens „Uriel“ annimmt, der von Elohim geschickt wird, um künstliche Intelligenzen, die Elohims Tests bestanden, aber nicht den Turm bestiegen haben, zu befreien, so dass ihr Wissen ebenfalls in die echte Welt hochgeladen werden kann.
Im Mai 2016 wurde bekannt gegeben, dass Croteam an einer Fortsetzung namens The Talos Principle 2 arbeitet. Diese Fortsetzung wurde im November 2023 veröffentlicht.